# Гавриил (Любомудров)
Гавриил (Григорий Леонтьевич) Любомудров (ум. 1880; Верхотурье) — архимандрит Николаевского Верхотурского монастыря Екатеринбургской епархии Русской православной церкви.

## Биография
Родился в семье священника Калужской епархии, окончил курс в Санкт-Петербургской духовной академии в 1825 году со степенью кандидата. Назначенный учителем Вятской духовной семинарии, Любомудров в 1827 году был рукоположен во священники к Вятскому собору и в 1831 году возведен в сан протоиерея.

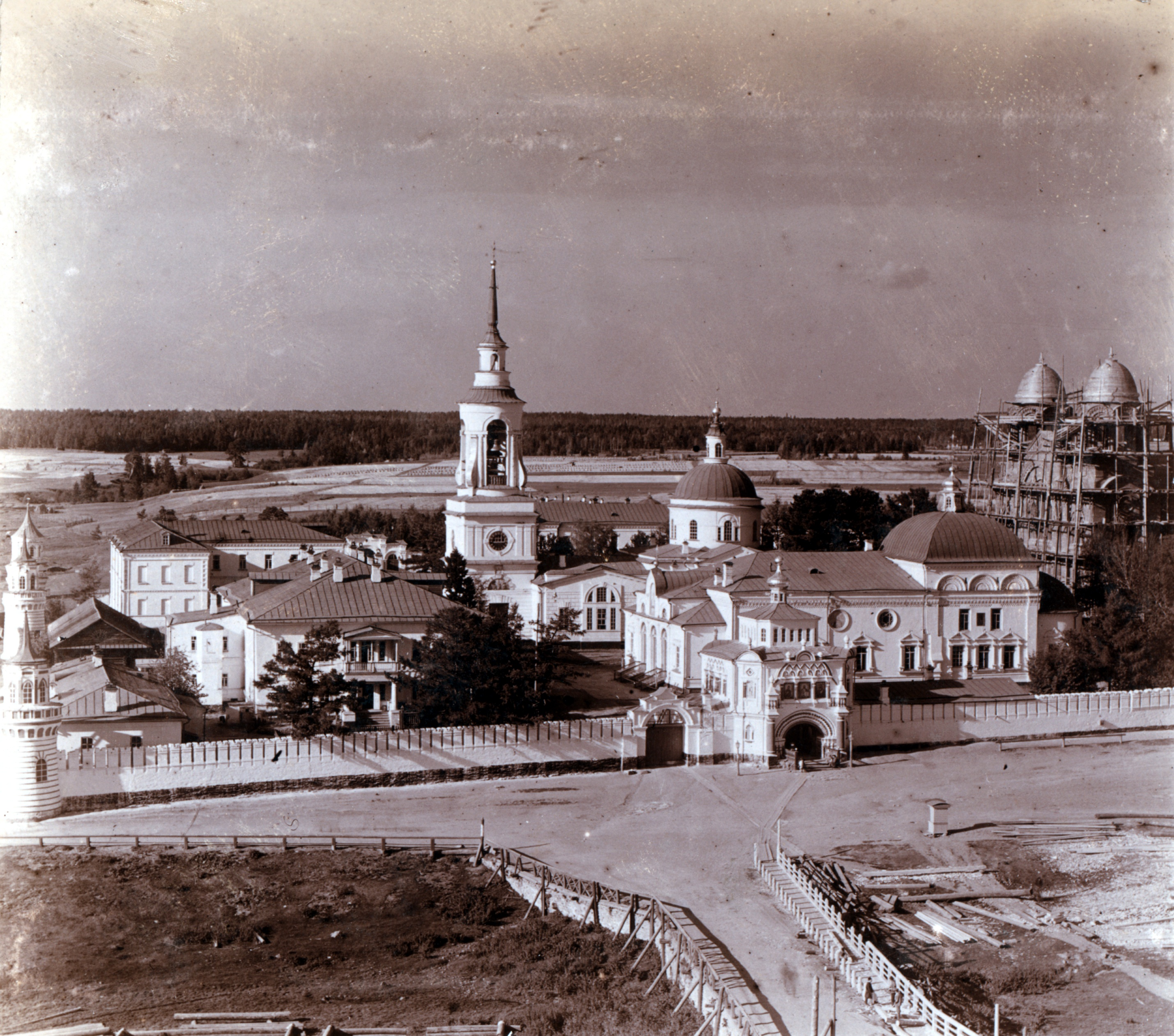
Верхотурский монастырь (1910)

В 1845 году он был пострижен с именем Гавриила, в 1846 году назначен инспектором Астраханской духовной семинарии, а в 1847 году переведен в Вятскую семинарию преподавателем церковной истории.
В 1850 году он был назначен архимандритом Слободского Крестовоздвиженского монастыря, а в 1854 году — Николаевского Верхотурского монастыря, где и прослужил до самой кончины. При нём в Николаевском монастыре был построен новый собор; для мощей почивающего в монастыре праведного Симеона была сооружена новая серебряная рака; основаны были две школы, одна для мальчиков, другая для девочек.
В 1859 году по ходатайству Гавриила пермский архиепископ Неофит представил в Священный синод Русской православной церкви для разрешения к печатанию «с давних времен известный в церковном употреблении» акафист Симеону Верхотурскому. Ввиду замеченных в акафисте недостатков он был отдан на исправление Гавриилу, который в 1860 году, «исправив акафист по указанию духовной цензуры, присовокупил и вновь составленную им службу» прав. Симеону. Акафист и служба, «как составленные довольно стройно и с приличными благохвалениями угоднику Божию», были одобрены цензурой. Служба (без акафиста) была напечатана в Киеве в 1869 году.
Гавриил Любомудров умер 27 января 1880 года в городе Верхотурье.